# Tilcara (departement)
Tilcara is een departement in de Argentijnse provincie Jujuy. Het departement (Spaans:  departamento) heeft een oppervlakte van 1.845 km² en telt 10.403 inwoners.

## Plaatsen in departement Tilcara
- Colonia San José
- Huacalera
- Maimará
- Tilcara